# غريغوري السابع

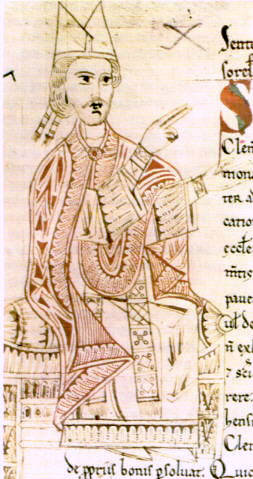

غريغوريوس السابع (تقريبًا 1015/1028 - 25 مايو 1085) قديس وبابا الكنيسة الكاثوليكية، ولدت باسم هيلدبراند من سوفانا (بالإيطالية: Ildebrando da Soana)‏. تقلد البابوية في 22 أبريل 1073 وحتى وفاته.

## روابط خارجية
- غريغوري السابع على موقع الموسوعة البريطانية (الإنجليزية)
- غريغوري السابع على موقع إن إن دي بي (الإنجليزية)